# Blanca Lacambra
Blanca Lacambra Sáiz (San Sebastián; 28 de agosto de 1965) es una atleta española retirada especializada en la prueba de 200 m, en la que consiguió ser subcampeona europea en pista cubierta en 1987.

## Trayectoria deportiva
Se formó en atletismo en el Colegio Reyes Católicos, de Vitoria, desde 1976. Ganó muchas carreras provinciales en los años 80.
Ganó 33 pruebas, en 6 disciplinas distintas, Fue 13 veces campeona de España (8 veces al aire libre y 5 en pista cubierta). Obtuvo 10 récords de España absolutos al aire libre.  Fue 36 veces internacional, olímpica en Seúl 1988 en 400 metros, campeona iberoamericana de 200 metros en México 1988, y  en otras 3 ediciones de dicho campeonato también  medallas de plata. Participó también en Campeonatos mundiales y europeos, tanto al aire libre como en pista cubierta. Ha corrido 30 veces por debajo de 54 segundos en 400 metros, distancia en la que lideró el ranking nacional 4 años seguidos (entre 1985 y 1988), lo que también consiguió en 100 y 200 metros (2 y 3 veces respectivamente). Sus mejores marcas fueron de 23.19 (1987) y 51.53 (1986) en 200 y 400 metros, también a 100 metros (11.43 en 1988) y heptatlón (3.543 en 1982, con tabla de 1971). 
En 1985 fue elegida mejor atleta española del año. Dos décadas después de sus grandes marcas siguió de plusmarquista alavesa (y vasca) en 200-400 metros al aire libre y en 60-200-400 metros en pista cubierta.
En el Campeonato Europeo de Atletismo en Pista Cubierta de 1987 (Lievin) ganó la medalla de plata en los 200 metros, con un tiempo de 23.19 segundos, tras la alemana Kirsten Emmelmann y por delante de la francesa Marie-Christine Cazier (bronce con 23.40 segundos). Ahí ocupó los puestos 6º mundial y 5º europeo en el ranking anual de pista cubierta
Fue la primera alavesa en acudir a unos Juegos Olímpicos: los de Seúl 1988.
En 1993 participó en un relevos 4 x 400 m junto a Esther Lahoz, Yolanda Reyes y Miriam Alonso, quedando en 7º puesto.
Abandonó la práctica del atletismo a causa de las lesiones y participa en campañas para fomentar el deporte femenino. Desde 2018 vuelve a estar vinculada con el atletismo, como entrenadora personal, en el Gimnasio Body Chronos, de Vitoria.

## Marcas personales
Outdoor
- 100 metros – 11.61 (+1.3 m/s) (Barcelona, 1987)
- 200 metros – 23.04 (0.0 m/s) (Ciudad de México, 1988)
- 400 metros – 51.73 (Madrid, 1988)

Indoor
- 200 metros – 23.19 (Liévin, 1987)
- 400 metros – 54.34 (Pireo, 1985)